# ده کوشکک
ده کوشکک، روستایی از توابع بخش مرکزی شهرستان تربت جام در استان خراسان رضوی ایران است.

## جمعیت
این روستا در دهستان جامرود قرار دارد و براساس سرشماری مرکز آمار ایران در سال ۱۳۸۵، جمعیت آن ۳۸۲ نفر (۷۷خانوار) بوده‌است.